# إزرائيل أوليفر بينيا
إزرائيل أوليفر بينيا (بالإسبانية: Israel Oliver)‏ هو سباح إسباني، ولد في 16 ديسمبر 1987 في مدريد في إسبانيا.

## روابط خارجية
- إزرائيل أوليفر بينيا على موقع Paralympic.org (الإنجليزية)
- إزرائيل أوليفر بينيا على موقع اللجنة البارالمبية الإسبانية (الإسبانية)